# بركان (فلم 2015)
بركان  أو إكسكانول ( من الكاكتشيكيلية: Ixcanul) هو فيلم دراما غواتيمالي صدر عام 2015 من بطولة ماريا مرسيدس كوروي وماريا تيلون، ومن إخراج وإنتاج وتأليف جيرو بوستامانتي. تم عرضه في قسم المسابقة الرئيسية في مهرجان برلين السينمائي الدولي الخامس والستين حيث فاز بجائزة ألفريد باور. تم اختيار الفيلم كمدخل لغواتيمالا لجائزة أفضل فيلم بلغة أجنبية في حفل توزيع جوائز الأوسكار الثامن والثمانون، لكن لم يتم ترشيحه. إنه أول فيلم يتم إنتاجه بلغة كاكتشيكيل من عائلة لغات المايا.

## قصة الفيلم
ماريا، فتاة من المايا (كاكتشيكيل) تبلغ من العمر سبعة عشر عاماً، تعيش على سفوح بركان نشط في غواتيمالا. ينتظرها زواج مدبر، لكن على الخاطب أن يمضي شهوراً في العمل في المدينة. إنه عالم لا تعرف ماريا شيئاً عنه، لكنها مجبرة على مواجهته عندما تنشأ المشاكل.

## طاقم التمثيل
- ماريا مرسيدس كوروي بدور  ماريا
- ماريا تيلون بدور  خوانا
- مارفين كوروي بدور  إل بيبي
- مانويل مانويل أنتونبدور  مانويل
- خوستو لورينزو بدور  اجناسيو

## روابط خارجية
- مقالات تستعمل روابط فنية بلا صلة مع ويكي بيانات